# USS Tarawa (CV-40)
O USS Tarawa foi um porta-aviões operado pela Marinha dos Estados Unidos e a vigésima terceira embarcação da Classe Essex.